# Медикейд

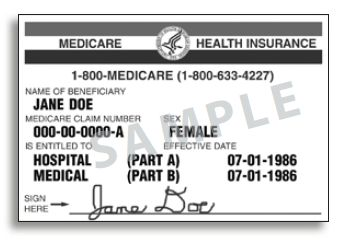
Карточка Medicare

Медикейд (англ. Medicaid) — федеральная и поштатная программа американского здравоохранения, которая помогает оплачивать медицинские расходы малоимущим, инвалидам, детям из малоимущих семей и другим социально незащищенным лицам.
Medicaid является крупнейшим источником финансирования медицинских услуг для людей с низким доходом в Соединенных Штатах. В 2017 году программа предоставила бесплатное медицинское страхование 74 миллионам американцев с низким доходом и инвалидам (23 % населения США), а в 2019 году оплатила половину родов в стране. Финансируется совместно правительством штата и федеральным правительством; управляется штатом с возможностью определения права каждого человека на реализацию программы.
Исследования показывают, что Medicaid улучшает показатели здоровья граждан, покрытия медицинского страхования, доступа к медицинскому обслуживанию, финансовой безопасности получателей помощи и обеспечивает экономические выгоды штатам и поставщикам медицинских услуг.

## История
Поправки к социальному обеспечению 1965 года создали Medicaid путем добавления Раздела XIX к Закону о социальном обеспечении, 42 U.S.C. §§ 1396 et seq. В рамках программы федеральное правительство предоставило штатам соответствующие средства, чтобы они могли оказывать медицинскую помощь жителям, отвечающим определенным квалификационным требованиям. Цель состояла в том, чтобы дать возможность штатам помочь жителям, чьи доходы и ресурсы были недостаточны для покрытия расходов на традиционное коммерческое медицинское страхование.
Программа скидок на лекарства и Программа выплаты премий по медицинскому страхованию (англ. Health Insurance Premium Payment Program) (HIPP) были созданы в соответствии с Сводным законом о сверке бюджета 1990 года (англ. Omnibus Budget Reconciliation Act of 1990) (OBRA-90). Этот закон помог добавить Раздел 1927 к Закону о социальном обеспечении 1935 года и вступил в силу 1 января 1991 года. Эта программа была сформирована из-за затрат, которые программы Medicaid оплачивали за лекарства для амбулаторных пациентов по более низким ценам.
Сводный Закон о согласовании бюджета от 1993 года изменил раздел 1927 Закона, внося изменения в Программу скидок на лекарства Medicaid. Эти изменения требуют от штатов реализации программы возмещения имущества Medicaid (англ. Medicaid Drug Rebate Program) для возмещения из имущества умерших бенефициаров расходов, связанных с долгосрочным лечением и оплаченных Medicaid, и дает штатам возможность возмещения всех расходов, не связанных с долгосрочным лечением, включая все медицинские расходы.
Medicaid также предлагает программу «Плата за услугу» (англ. Direct Service или Fee for Service) школам на всей территории США для возмещения средств, потраченных на учащихся с особыми образовательными потребностями. Федеральный закон требует, чтобы дети-инвалиды получали «надлежащее бесплатное государственное образование» (ориг. англ. «free appropriate public education») в соответствии со статьей 504 Закона о реабилитации 1973 года (англ. The Rehabilitation Act of 1973). Решения Верховного суда и последующие изменения в федеральном законодательстве требуют от штатов возмещения части или всей стоимости некоторых услуг, предоставляемых школами детям-инвалидам, имеющим право на участие в программе Medicaid.
Начиная с 1980-х годов, многие штаты получили от федерального правительства разрешение на создание программ управляемого медицинского обслуживания Medicaid. Его получатели регистрируются в плане медицинского обслуживания, который получает фиксированный ежемесячный взнос от штата. Затем план медицинского обслуживания покрывает все или бо́льшую часть медицинских потребностей получателя. Программа распространена в большей части штатов.
С 1982 года все штаты обязаны участвовать в программе. Как правило, получатели Medicaid должны быть гражданами США, среди них взрослые с низким доходом, их дети и люди с определенными ограничениями. Наряду с Medicare, Tricare и ChampVA , Medicaid — одна из четырех программ медицинского страхования в США, которая, наряду с Medicare, находится в ведении Центров услуг Medicare и Medicaid США в Балтиморе, штат Мэриленд.

### Расширение в соответствии с Законом о доступном медицинском обслуживании

ACA Medicaid expansion by state.
Not adopted
Adopted
Implemented

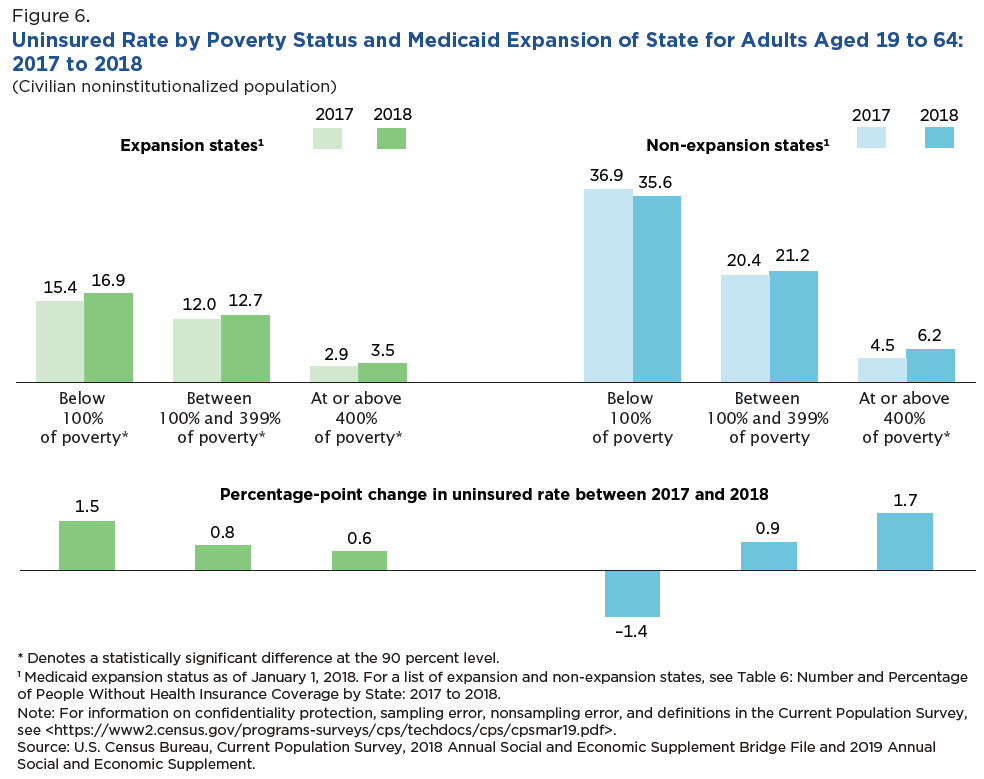
States that expanded Medicaid under ACA had a lower uninsured rate in 2018 at various income levels.

Закон о защите пациентов и доступном медицинском обслуживании (PPACA, или просто ACA) значительно расширил как право на участие, так и федеральное финансирование Medicaid. Согласно закону, все граждане США и некоторые иностранцы с доходом до 138 % федеральной черты бедности, включая взрослых без детей-иждивенцев, имеют право на страховое покрытие в любом штате, участвующем в программе Medicaid. Тем не менее, Верховный суд США постановил в «деле Национальной федерации независимого бизнеса против Сибелиуса», что штаты не обязаны соглашаться на это, чтобы продолжать получать ранее установленные уровни финансирования Medicaid, и некоторые штаты предпочли сохранить уровни финансирования до ACA и прежние стандарты приемлемости.
По состоянию на март 2022 года 38 штатов и Федеральный округ Колумбия приняли расширение Medicaid; 12 штатов этого не сделали. Среди взрослых в возрасте от 18 до 64 лет в штатах, принявших расширение Medicaid, уровень незастрахованных составлял 7,3 % в первом квартале 2016 года, в то время как в штатах, не сделавших этого, этот показатель составлял 14,1 %.

## Стоимость и принцип работы
По состоянию на 2014 год 26 штатов имеют контракты с организациями управляемого ухода (MCO) на предоставление долгосрочного ухода за пожилыми людьми и людьми с ограниченными возможностями. Штаты ежемесячно выплачивают MCO подушевую ставку на члена, который, в свою очередь, обеспечивает комплексное обслуживание и берет на себя риск управления общими расходами.
Примерно 80 % участников Medicaid по всей стране зачислены в планы управляемого медицинского обслуживания. В большинстве случаев группы семей с низким доходом будут зачислены в «управляемое лечение», в то время как «пожилые» и «инвалиды» чаще всего будут оплачивать каждую услугу отдельно. Поскольку стоимость уровня обслуживания варьируется в зависимости от ухода и потребностей зарегистрированных лиц, средняя стоимость на человека является лишь приблизительной мерой фактической стоимости обслуживания. Годовая стоимость ухода будет колебаться от штата к штату в зависимости от утвержденных штатом льгот Medicaid, а также от расходов на обслуживание в конкретном регионе.
По данным исследовательской организации Kaiser Family Foundation за 2014 год, среднегодовая стоимость услуг Medicaid на душу населения для детей составляет 2 577 долларов США, для взрослых — 3 278 долларов, для лиц с ограниченными возможностями — 16 859 долларов, для пожилых людей (65+) — 13 063 долларов, а для всех участников программы Medicaid — 5736 долларов США.
По состоянию на 2017 год общая годовая стоимость Medicaid составляла чуть более 600 миллиардов долларов, из которых федеральное правительство внесло 375 миллиардов долларов и заявило о дополнительных 230 миллиардах долларов.
Резкий рост государственных расходов на Medicaid для малоимущих пациентов в 2021-2022 годах связан и с пандемией КОВИД-19 и с резким увеличением потока малоимущих мигрантов из беднейших стран мира в США. За один лишь 2022 год бюджетные расходы США на оплату услуг по Medicaid возросли на 9.6% до $805.7 миллиардов долларов, что составляло 18 процентов от всех расходов на здравоохранение в стране .

## Участники программы
Помощь в рамках программы оказывается гражданам США и иностранцам, постоянно проживающим на территории США на законных основаниях. Степень бедности человека является основным критерием для оказания помощи в рамках программы Medicaid. Существенную часть участников программы составляют дети из семей с низким уровнем дохода или в целом их семьи. Самые большие затраты идут на тех, кто длительно пребывает в домах престарелых, а также на медицинскую помощь инвалидам.
Программа Medicaid обеспечивает лечение или сестринский уход малообеспеченным гражданам, включая детей, беременных женщин, родителей детей, попадающих под действие программы, инвалидов и пожилых людей, нуждающихся в специальном уходе.
«Медикейд» может быть отнесена к одной из двух подпрограмм: к «Медикейд Сообщество», предоставляющей помощь гражданам, не имеющим никакой или практически никакой медицинской страховки, или к «Медикейд Уход», которая компенсирует расходы на уход за пожилыми или тяжелобольными людьми (большая часть дохода идет на оплату ухода, компенсируется только превышение над имеющейся в распоряжении больного суммой).

## Medicaid и Medicare
Medicaid и Medicare — разные по аудитории программы финансирования граждан США. Так, Medicaid предлагает льготы, обычно не покрываемые Medicare, включая уход в доме престарелых и услуги личной гигиены. Основное различие между этими двумя программами заключается в том, что Medicaid покрывает расходы на здравоохранение для людей с низким доходом, а Medicare обеспечивает медицинское страхование пожилых людей. Существуют также планы двойного медицинского обслуживания для людей, у которых есть как Medicaid, так и Medicare, именуемых лицами с двойным правом (англ. dual eligibles). Ассоциация медицинского страхования Америки описывает Medicaid как «государственную программу страхования для лиц всех возрастов, чей доход и ресурсы недостаточны для оплаты медицинского обслуживания».

## Перспективы
После 2020 года все последующие годы происходит существенный рост государственных затрат по программе Medicaid для малоимущих пациентов. Так, в связи с пандемией КОВИД-19 и с резким увеличением потока малоимущих мигрантов из беднейших стран мира за один лишь 2022 год бюджетные расходы США на оплату услуг по Medicaid возросли на 9.6% до $805.7 миллиардов долларов, что составляло 18 процентов от всех расходов на здравоохранение в стране .
Правительство США планирует снизить число участников программы Medicaid с 90,4 миллионов человек до 81,1 миллиона, однако эти планы встречают сопротивление. Обслуживание притока мигрантов из беднейших стран является самой быстрорастущей составляющей программы Medicaid для малоимущих пациентов, которые создают основную нагрузку на бюджет программы. Другими факторами остаются растущая эпидемия наркомании и токсикомании, которые в свою очередь тесно связаны с обнищанием части населения и ростом преступности. Medicaid получает некоторую дополнительную нагрузку на обслуживание к пожилых американцев из поколения беби-бумеров, с низким доходом, однако по достижении возраста 65 лет включается программа обслуживания пожилых людей Medicair в дополнение к Medicaid, и такие пациенты могут получать медицинские и социальные услуги сразу по двум программам. На десятилетие с 2022 по 2031 год государством планируется сокращение числа обслуживаемых по программам Medicair и Medicaid методом исключения из программ тех людей, которые не соответствуют критериям по уровню доходов и другим условиям, и в связи с большим числом лиц использующих эти программы нелегально и растущее количество организованных групп использующих программы помощи в целях обогащения, обслуживания не соответствующих программе людей, подделку документов и другие противозаконные действия. Обслуживание 90 миллионов людей по программам помощи создаёт большую прямую и косвенную нагрузку на госбюджет США. Так, расходы государства на оплату лечения в госпиталях растут в среднем на 2-4 процента в год и составили в 2022 году сумму в один триллион триста пятьдесят пять миллионов долларов США ($1,355,000,000), что значительно превышает расходы на военный бюджет США и субсидированное жильё для малоимущих вместе взятые. Однако отдельные благополучные штаты США могут создавать собственные программы и принимать законы для помощи большему числу малоимущих жителей вне зависимости от гражданства и наличия документов, как например закон о помощи всем жителям Калифорнии вступивший в силу с 1 января 2024 года .